# Job Geerds
Job Geerds (* 12. Juli 2002) ist ein niederländischer Hürdenläufer, der sich auf den 110-Meter-Hürdenlauf spezialisiert hat.

## Sportliche Laufbahn
Erste internationale Erfahrungen sammelte Job Geerds im Jahr 2023, als er bei den U23-Europameisterschaften in Espoo in der ersten Runde über 110 m Hürden nicht ins Ziel kam. Im Jahr darauf schied er bei den Hallenweltmeisterschaften in Glasgow mit 7,62 s im Halbfinale im 60-Meter-Hürdenlauf aus und im Juni kam er bei den Europameisterschaften in Rom im Vorlauf über 110 m Hürden nicht ins Ziel. 2025 klassierte er sich bei den Halleneuropameisterschaften in Apeldoorn mit 7,61 s auf dem fünften Platz über 60 m Hürden.
In den Jahren von 2023 bis 2025 wurde Geerds niederländischer Hallenmeister im 60-Meter-Hürdenlauf.

## Persönliche Bestleistungen
- 110 m Hürden: 13,51 s (+0,6 m/s), 23. Mai 2024 in Jöhvi
  - 60 m Hürden (Halle): 7,54 s, 7. März 2025 in Apeldoorn